# Hemielimaea kuatun
Hemielimaea kuatun är en insektsart som beskrevs av Sigfrid Ingrisch 2007. Hemielimaea kuatun ingår i släktet Hemielimaea och familjen vårtbitare. Inga underarter finns listade i Catalogue of Life.